# قرار مجلس الأمن التابع للأمم المتحدة رقم 1103
قرار مجلس الأمن التابع للأمم المتحدة 1103 ، الذي اتخذ بالإجماع في 31 مارس 1997 ، بعد أن أشار إلى جميع القرارات المتعلقة بالنزاعات في يوغوسلافيا السابقة ، ولا سيما القراران 1035 (1995) و 1088 (1996) ، أذن المجلس بزيادة قوام بعثة الأمم المتحدة في البوسنة والهرسك في البوسنة والهرسك.

## وصلات خارجية
- Text of the Resolution at undocs.org